# チューインガム (曲)
『チューインガム』は、日本の音楽グループAAAの11枚目のシングル。2006年11月15日にavex traxから発売された。

## 概要
- 前作『"Q"』から約2か月での発売となる。
- 通常盤（CDのみ）・限定盤（CD+DVD）の2種類でリリースされた。
- 今回はメンバーの西島隆弘、浦田直也の2人のみで歌う[1]。シングル曲のうち8人で歌わないのは「ソウルエッジボーイ」「キモノジェットガール」に続き3曲目である。
- 作詞作曲には中村中を起用した。また、PVには中村本人も出演している[1]。なお発売同日には中村の3枚目のシングル『私の中の「いい女」』が発売されており、2009年2月には中村のアルバム『あしたは晴れますように』でセルフカバーしている。このシングルの発売を記念して「ありがとう」を伝えたいキャンペーンが行われる。このキャンペーンは、西島と浦田の2人が全国の高等学校を訪問するというものである。
- プロモーションビデオでは北総鉄道北総線の矢切駅が使用された。また、ジャケットは、avex社の屋上で夕方16時(午後4時)頃に撮影された。
- 当時の自己最高位タイとなる7位にチャートインした。3作連続通算6作目のトップ10入りを果たした。

## 収録内容

### CD+DVD
CD
1. チューインガム (5:11)
（作詞・作曲：中村中）
2. ボクラノテ（Live Version）(4:46)
3. チューインガム（Instrumental）(5:10)

DVD
1. チューンガム (Music Clip)

### CD ONLY
1. チューインガム
2. ボクラノテ（Live Version）
3. チューインガム（Instrumental）